# Abbott și Costello

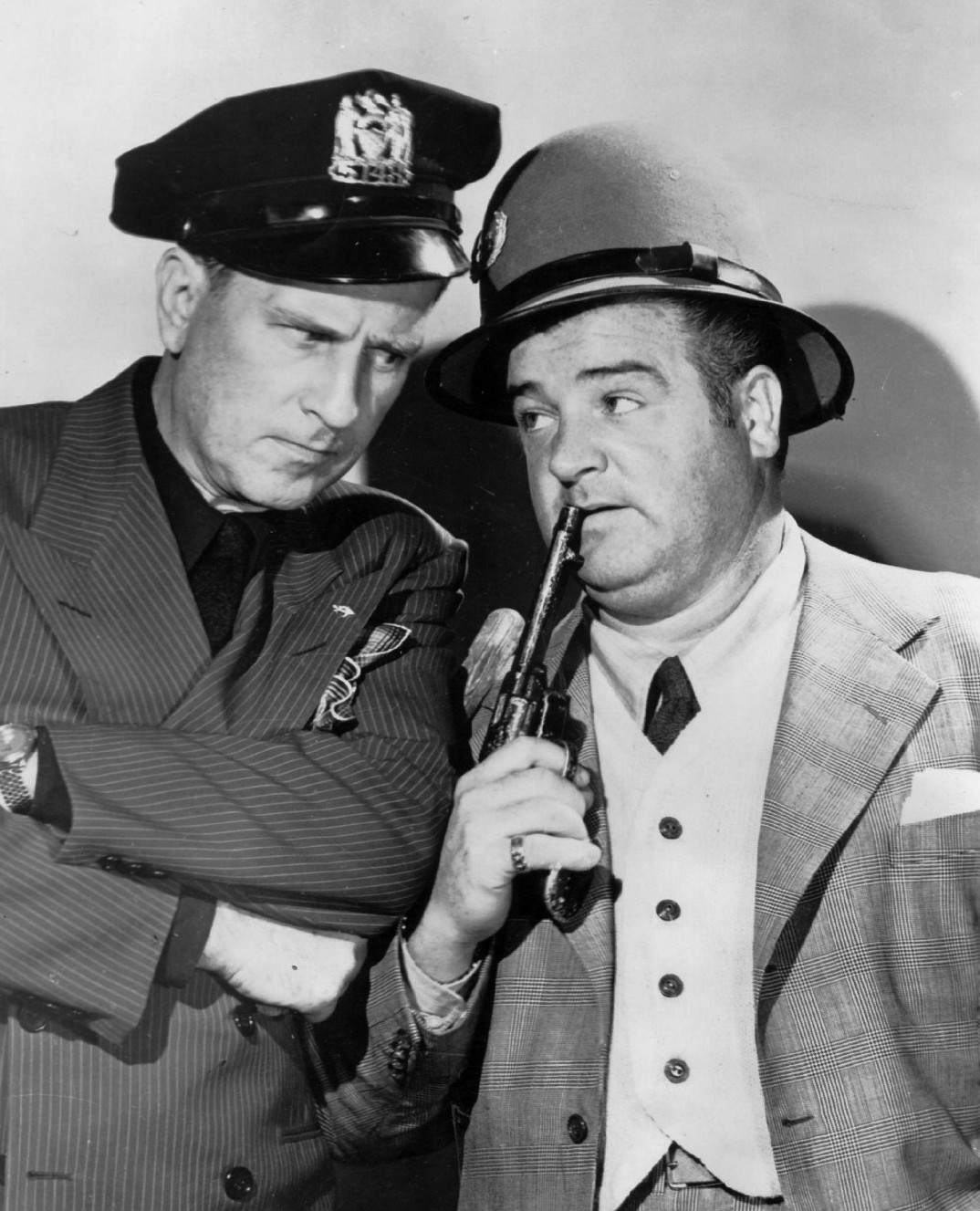
Bud Abbott and Lou Costello în 1940.

William Bud Abbott și Lou Costello (născut Louis Francis Cristillo) au interpretat împreună ca Abbott și Costello - un duo american de comedie foarte celebru între anii 1940-1950, cu numeroase apariții la radio, teatru, film și televiziune.

## Filmografie
| An   | Film                                               | Rolul lui Lou Costello                                          | Rolul lui Bud Abbott                                        | Note                                                                                        |
| ---- | -------------------------------------------------- | --------------------------------------------------------------- | ----------------------------------------------------------- | ------------------------------------------------------------------------------------------- |
| 1940 | One Night in the Tropics                           | Costello                                                        | Abbott                                                      | Filmul de debut, Produs de Universal                                                        |
| 1941 | Buck Privates                                      | Herbie Brown                                                    | Slicker Smith                                               | Universal                                                                                   |
| 1941 | In the Navy                                        | Pomeroy Watson                                                  | Smokey Adams                                                | Universal                                                                                   |
| 1941 | Hold That Ghost                                    | Ferdinand Jones                                                 | Chuck Murray                                                | Universal                                                                                   |
| 1941 | Keep 'Em Flying                                    | Heathcliffe                                                     | Blackie Benson                                              | Universal                                                                                   |
| 1942 | Ride 'Em Cowboy                                    | Willoughby                                                      | Duke                                                        | Universal                                                                                   |
| 1942 | Rio Rita                                           | Wishy Dunn                                                      | Doc                                                         | Primul din cele trei filme produse în studiourile Metro-Goldwyn-Mayer                       |
| 1942 | Pardon My Sarong                                   | Wellington Phlug                                                | Algy Shaw                                                   | Universal                                                                                   |
| 1942 | Who Done It?                                       | Mervyn Milgrim                                                  | Chick Larkin                                                | Universal                                                                                   |
| 1943 | It Ain't Hay                                       | Wilbur Hoolihan                                                 | Grover Mickridge                                            | Universal                                                                                   |
| 1943 | Hit the Ice                                        | Tubby McCoy                                                     | Flash Fulton                                                | Universal                                                                                   |
| 1944 | In Society                                         | Albert Mansfield                                                | Eddie Harrington                                            | Universal                                                                                   |
| 1944 | Lost in a Harem                                    | Harvey Garvey                                                   | Peter Johnson                                               | A doua producție MGM                                                                        |
| 1945 | Here Come the Co-Eds                               | Oliver Quackenbush                                              | Slats McCarthy                                              | Universal                                                                                   |
| 1945 | The Naughty Nineties                               | Sebastian Dinwiddie                                             | Dexter Broadhurst                                           | Who's On First? from this film is featured at the National Baseball Hall of Fame, Universal |
| 1945 | Abbott and Costello in Hollywood                   | Abercrombie                                                     | Buzz Kurtis                                                 | A treia producție MGM                                                                       |
| 1946 | Little Giant                                       | Benny Miller                                                    | John Morrison/Tom Chandler                                  | Universal                                                                                   |
| 1946 | The Time of Their Lives                            | Horatio Prim                                                    | Cuthbert/Dr. Greenway                                       | Universal                                                                                   |
| 1947 | Buck Privates Come Home                            | Herbie Brown                                                    | Slicker Smith                                               | Sequel to Buck Privates, Universal                                                          |
| 1947 | The Wistful Widow of Wagon Gap                     | Chester Wooley                                                  | Duke Egan                                                   | Universal                                                                                   |
| 1948 | The Noose Hangs High                               | Tommy Hinchcliffe                                               | Ted Higgins                                                 | Eagle-Lion release                                                                          |
| 1948 | Abbott and Costello Meet Frankenstein              | Wilbur Gray                                                     | Chick Young                                                 | Universal                                                                                   |
| 1948 | Mexican Hayride                                    | Joe Bascom/Humphrey Fish                                        | Harry Lambert                                               | Universal                                                                                   |
| 1949 | Africa Screams                                     | Stanley Livington                                               | Buzz Johnson                                                | United Artists release                                                                      |
| 1949 | Abbott and Costello Meet the Killer, Boris Karloff | Freddie Phillips                                                | Casey Edwards                                               | Universal                                                                                   |
| 1950 | Abbott and Costello in the Foreign Legion          | Lou Hotchkiss                                                   | Bud Jones                                                   | Universal                                                                                   |
| 1951 | Abbott and Costello Meet the Invisible Man         | Lou Francis                                                     | Bud Alexander                                               | Universal                                                                                   |
| 1951 | Comin' Round the Mountain                          | Wilbert Smith                                                   | Al Stewart                                                  | Universal                                                                                   |
| 1952 | Jack and the Beanstalk                             | Jack                                                            | Mr. Dinklepuss                                              | In sepia and color; Warner Bros. release                                                    |
| 1952 | Lost in Alaska                                     | George Bell                                                     | Tom Watson                                                  | Universal                                                                                   |
| 1952 | Abbott and Costello Meet Captain Kidd              | Oliver "Puddin' Head" Johnson                                   | Rocky Stonebridge                                           | In color; Warner Bros. release                                                              |
| 1953 | Abbott and Costello Go to Mars                     | Orville                                                         | Lester                                                      | Universal                                                                                   |
| 1953 | Abbott and Costello Meet Dr. Jekyll and Mr. Hyde   | Tubby                                                           | Slim                                                        | Universal                                                                                   |
| 1955 | Abbott and Costello Meet the Keystone Kops         | Willie Piper                                                    | Harry Pierce                                                | Universal                                                                                   |
| 1955 | Abbott and Costello Meet the Mummy                 | Costello (erroneously listed in the film as "Freddie Franklin") | Abbott (erroneously listed in the film as "Pete Patterson") | Universal                                                                                   |
| 1956 | Dance with Me, Henry                               | Lou Henry                                                       | Bud Flick                                                   | Their final film; United Artists release                                                    |
| 1959 | The 30 Foot Bride of Candy Rock                    | Artie Pinsetter                                                 |                                                             | Lou Costello only; Columbia release                                                         |
| 1965 | The World of Abbott and Costello                   | Himself                                                         | Himself                                                     | Compilation film                                                                            |